# Turvelândia
Turvelândia är en kommun i Brasilien.   Den ligger i delstaten Goiás, i den sydöstra delen av landet, 300 km sydväst om huvudstaden Brasília. Antalet invånare är 4 399.
Omgivningarna runt Turvelândia är en mosaik av jordbruksmark och naturlig växtlighet. Runt Turvelândia är det mycket glesbefolkat, med 4 invånare per kvadratkilometer.